# François Mounier (rugby à XV)
Ne doit pas être confondu avec François Mounier.
Pas d'image ? Cliquez ici

a Compétitions nationales et continentales officielles uniquement.

b Matchs officiels uniquement.
 François Mounier, né le 2 mars 1978, est un joueur français de rugby à XV.

## Palmarès
- Champion de France Reichel avec le Stade Français au poste de 2e ligne
- 2 sélections avec les British Barbarians[1]
- International à 7 (participation aux deux premières étapes du IRB Sevens World Series 2007/2008, à Dubaï et George, Afrique du Sud)
- A participé avec le Stade Français et Béziers à des matchs de Top 16.
- A participé avec Cardiff et Béziers à des matchs de Coupe d'Europe.
- A gagné le Bouclier des Anciens Rugbymen des Grandes Ecoles (BARGE) en 2008 et 2017 avec l'équipe des anciens de l'ESCP Europe (Gitan Olympique).
- Vainqueur du TOP 14 FFSE en tant qu'entraîneur/joueur de l'équipe des anciens de l'ESCP Europe (Gitan Olympique) saison 2016/2017.